# Skinnand
Skinnand – była wieś w Anglii, w hrabstwie Lincolnshire, w dystrykcie North Kesteven. Leży 14 km na południe od Lincoln i 180 km na północ od Londynu.